# 索雄乡
索雄乡，是中华人民共和国西藏自治区那曲市聂荣县下辖的一个乡镇级行政单位。

## 行政区划
索雄乡下辖以下地区：
央庆布吉卡村、提玛村、拉中村、瓦培色库村、巴让村、杂龙那曲村和格布村。